# Czujnik strumienia ciepła

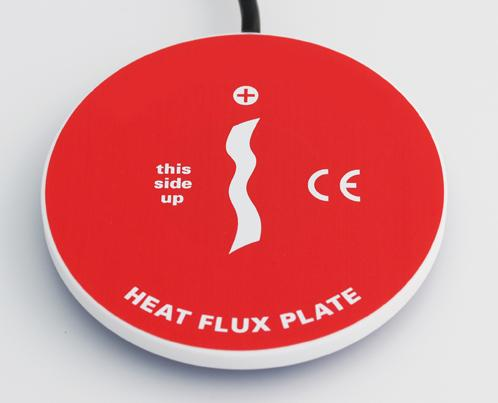
Typowa płyta strumienia cieplnego, HFP01. Ten czujnik jest zazwyczaj stosowany do pomiaru oporu cieplnego i ciepła na powierzchniach zewnętrznych budynków (ścianach, dachach). Taki typ czujnika może być wykopany w celu pomiaru strumienia ciepła w glebie. Średnica 80 mm

Czujnik strumienia ciepła (ang. heat flux sensor) — przetwornik, który generuje sygnał elektryczny (napięcie) proporcjonalne do całkowitej szybkości przepływu ciepła przez powierzchnię czujnika. Strumień ciepła oblicza się na podstawie ilości ciepła przepływającego przez powierzchnię czujnika. Strumień ciepła może przyjmować różne formy: konwekcyjną, kondukcyjną oraz radiacyjną. Niektóre czujniki ciepła mogą być stosowane jednocześnie do pomiaru promieniowania oraz strumienia ciepła. W jednostkach SI strumień ciepła mierzony jest w watach, natomiast gęstość strumienia ciepła w watach na metr kwadratowy.

## Zakres stosowania
Czujnik strumienia ciepła posiada szerokie zastosowanie. Jednym z ważnych zastosowań jest badanie jakości izolacji cieplnej budynków, a także właściwości tekstyliów poprzez pomiar współczynnika przenikania ciepła badanego obiektu. Ponadto, możliwe zastosowania obejmują: pomiar szybkości przepływu cieczy i gazów, pomiar temperatury metodami nieinwazyjnymi i pomiar mocy promieniowania laserowego.
Zastosowanie w budownictwie
Codziennie ogromna ilość energii jest zużywana w celu ogrzewania i chłodzenia budynków. Większość budynków  posiada zbyt słabą izolację, często niespełniającą nowoczesnych standardów. W związku z tym, jednym z najważniejszych zastosowań czujnika strumienia ciepła jest monitorowanie jakości izolacji cieplnej budynków poprzez pomiar współczynnika przenikania ciepła.
W istocie, zgodnie z prawem przenikania ciepła gęstości strumienia ciepła przepływającego przez powierzchni np. ściany budynku, jest wprost proporcjonalne do różnicy temperatury na zewnętrznej i wewnętrznej powierzchni obiektu (ściana). Ten współczynnik proporcjonalności nazywany jest współczynnikiem przenikania ciepła lub współczynnikiem U. W tym przypadku, im mniejsza wartość współczynnika przenikania ciepła, tym lepsza izolacja obiektu (na przykład ściany budynku).
Zastosowanie w przemyśle włókienniczym
Wielkość strumienia ciepła jest również ważnym czynnikiem w projektowaniu odzieży dla sportowców, a także strażaków. Stosunek gęstości strumienia ciepła, jest mierzony za pomocą czujnika strumienia ciepła, zgodnie z procedurą opisaną powyżej. Natomiast różnica temperatur na wewnętrznej i zewnętrznej powierzchni elementu odzieży. Te trzy wartości pozwalają na określenie współczynnika przenikania ciepła materiału tekstylnego, który jest niezbędny przy projektowaniu zestawów odzieży odpornej na ciepło.